# Гончичийн Чалхасурен
Гончичийн Чалхасурен (монг. Гончичийн Чалхасүрэн) — монгольский шахматист, национальный мастер.
В 1960-е гг. входил в число сильнейших шахматистов Монголии.
Чемпион Монголии 1961 г.
В составе сборной Монголии участник четырёх шахматных олимпиад (1960, 1962, 1964 и 1966 гг.), двух командных чемпионатов мира среди студентов 1959 и 1960 гг. Также в составе монгольской сборной участвовал в традиционных матчах со сборной Иркутской области. Например, в 1961 г. он на 1-й доске сыграл вничью с тогдашним чемпионом области кмс Н. Пановым.

## Спортивные результаты
| Год  | Город     | Соревнование                                                           | + | − | = | Результат | Место |
| ---- | --------- | ---------------------------------------------------------------------- | - | - | - | --------- | ----- |
| 1959 | Будапешт  | Командный чемпионат мира среди студентов (сборная Монголии, 4-я доска) | 6 | 5 | 2 | 7 из 13   |       |
| 1960 | Ленинград | Командный чемпионат мира среди студентов (сборная Монголии, 3-я доска) | 1 | 6 | 4 | 3 из 11   |       |
|      | Лейпциг   | XIV Олимпиада (сборная Монголии, 3-я доска)                            | 4 | 5 | 7 | 7½ из 16  |       |
| 1961 |           | Чемпионат Монголии                                                     |   |   |   |           | 1     |
| 1962 | Варна     | XV Олимпиада (сборная Монголии, 4-я доска)                             | 2 | 6 | 9 | 6½ из 17  |       |
| 1964 | Тель-Авив | XVI Олимпиада (сборная Монголии, запасной)                             | 3 | 6 | 3 | 4½ из 12  |       |
| 1966 | Гавана    | XVII Олимпиада (сборная Монголии, 2-й запасной)                        | 4 | 2 | 3 | 5½ из 9   |       |